# Boskovice
Boskovice (deutsch Boskowitz) ist eine Stadt im Okres Blansko in der Region Jihomoravský kraj in Tschechien.

## Geographie
Boskovice liegt an der Bělá, 32 Kilometer nördlich von Brünn in der Boskovická brázda. Südöstlich verläuft das Hügelland Drahanská vrchovina. Nachbarorte sind Sudice im Norden, Vážany im Nordosten, Hrádkov  und Velenov im Osten, Valchov im Südosten, Újezd im Süden und Mladkov im Westen. Im Süden der Stadt liegt das Schloss Boskovice und oberhalb im Wald die Burg Boskovice. Durch die Gegend führen zahlreiche Touristenwege, ausgebaut werden Radwanderwege.

## Geschichte

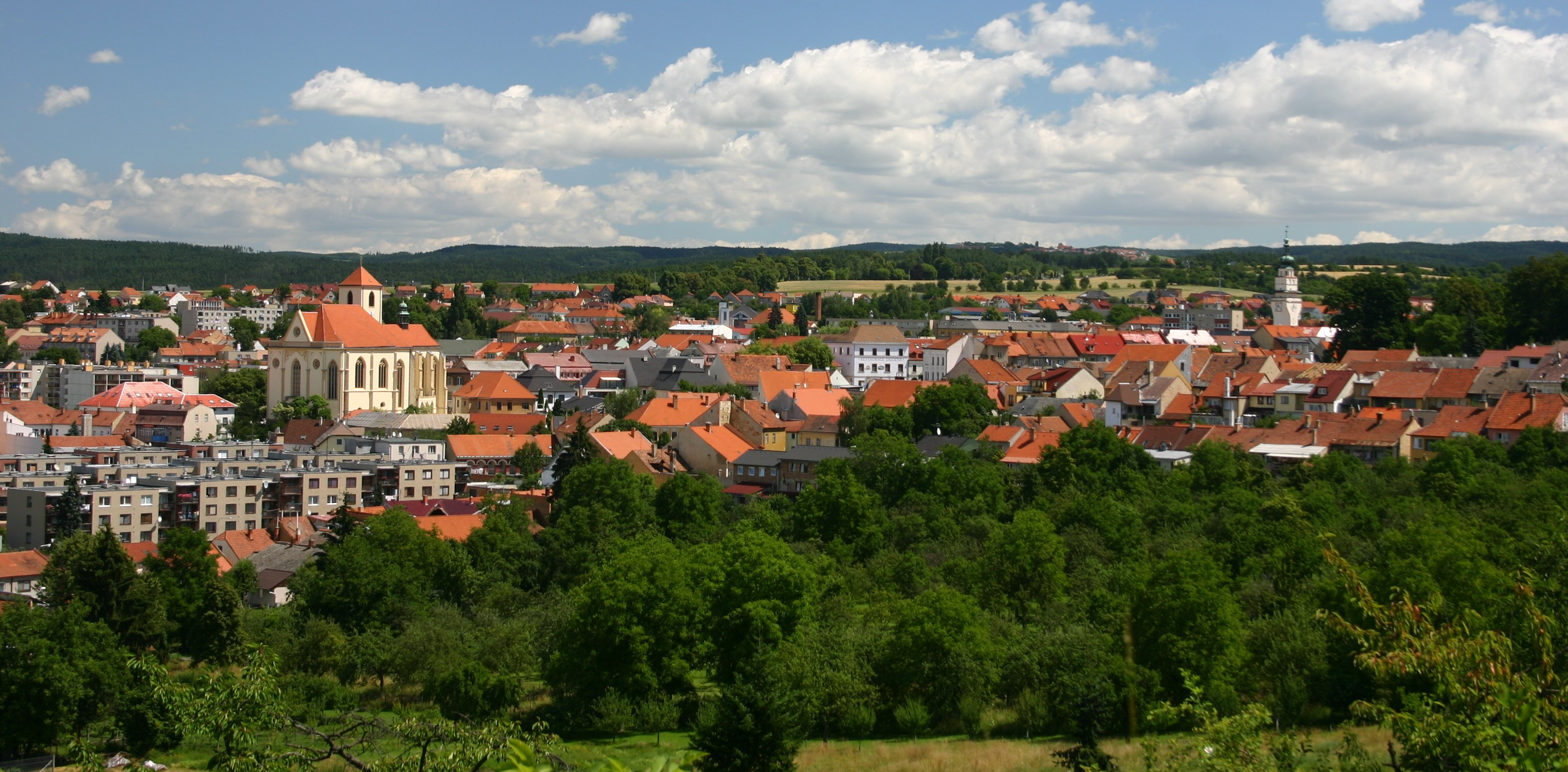
Boskovice

Die ältesten schriftlichen Quellen stammen aus dem Jahr 1213. 1222 befand sich die auf einem Hügel liegende Feste Boskowitz, unterhalb der sich eine Ansiedlung entwickelte, im Besitz des Jimram/Emmeram von Boskowitz. 1312 wurde die Feste zerstört. 1398 errichtete Heralt von Kunstadt in der Nähe eine Burg. Um diese Zeit wurde Boskowitz zur Stadt erhoben. Während der Hussitenkriege wurde die Burg zerstört. König Georg von Podiebrad, der ebenfalls dem Adelsgeschlecht von Kunstadt entstammte, übergab Burg und Herrschaft Boskowitz 1458 dem mährischen Landeshauptmann Vaněk von Boskowitz. Unter dessen Nachfolgern erlebte Boskowitz eine kulturelle Blüte. Ladislaus Velen von Boskowitz (1455–1520) gehörte zu den humanistisch gebildeten Adligen Mährens. Er ließ in Boskowitz 1505 das Renaissance-Rathaus und die Allerheiligenkirche errichten. Der Pfarrkirche St. Jakob schenkte er die reich illustrierte „Boskowitzer Bibel“ (Bible Boskoviská). Seit den Hussitenkriegen wirkten in Boskowitz utraquistische Prediger, danach Prediger der Böhmischen Brüder und zeitweise auch katholische Priester.
Wegen wirtschaftlicher Schwierigkeiten wurde Boskowitz 1547 an den deutschstämmigen, aus Ungarn stammenden Bergunternehmer Simon Eder verkauft. Veit Eder veräußerte es 1567 an Jaroslav von Zástřizl, der 1583 starb. Wenzel d. Ä. Zástřizl, der enge Kontakte zu den Genfer Calvinisten unterhielt, gründete in Boskowitz ein Waffenlager und eine Schlossbibliothek. Seit 1613 betrieb der Jesuit Johann Drachovius und nach ihm der 1615 vertriebene Johannes Sarkander die Gegenreformation. Nach dem Tod der Susanna von Zástřizl 1687 fiel Boskowitz an deren Witwer Walther Franz Xaver Anton von Dietrichstein († 1738). 1819 bis 1826 errichtete Franz Joseph von Dietrichstein an der Stelle eines Dominikanerinnenklosters, das im Rahmen der Josephinischen Reformen aufgehoben und später devastiert wurde, ein Schloss im Stil des Klassizismus. Nach dem Tod Franz Josephs von Dietrichstein 1854 gelangte Boskowitz an die Adelsfamilie Mensdorff-Pouilly, die bis zur Enteignung durch den Februarumsturz 1948 das Schloss besaß und es nach der Samtenen Revolution von 1989 im Wege der Restitution zurückerhielt.
Von wirtschaftlicher Bedeutung war seit dem 19. Jahrhundert die Textil- und Maschinenindustrie sowie seit dem 20. Jahrhundert die Möbel- und Nahrungsmittelindustrie. Um 1880 waren 4.017 Einwohner Tschechen, während 1.417 Bürger deutschsprachig waren, darunter auch die jüdische Gemeinschaft. 1921 lag die Gesamtzahl der Einwohner 6.617, davon waren 6.118 Tschechen, 68 Deutsche und 310 Juden.

### Jüdische Gemeinde
Seit dem 15. Jahrhundert ist in Boskowitz eine jüdische Gemeinde belegt. Südlich des Hauptplatzes lag ein geschlossenes Ghetto mit einer Synagoge aus dem Jahr 1698, die später im Stil der Neugotik umgebaut wurde. Zeitweise war Boskowitz Sitz des mährischen Landesrabbinats. 1848 betrug der jüdische Bevölkerungsanteil 38 %. Vor 1938 lebten in Boskowitz fast 400 Juden. Die meisten von ihnen wurden während der Naziherrschaft in Konzentrationslagern ermordet. Nach dem Zweiten Weltkrieg kamen nur zehn Juden nach Boskowitz zurück. Der Jüdische Friedhof in Boskovice wurde im 16. Jahrhundert angelegt und besitzt heute noch etwa 2400 Grabsteine. Nach Hormayrs Archiv, Jhrg. 1818, S. 604 wurde auf dem Friedhof ein Grabstein gefunden, dessen Inschrift besagt, dass dies die Ruhestätte Adelins, des Sohnes Samuels sei, welcher am 5. Tag des Monats Nissan 4829 == 1069 gestorben ist.

## Stadtwappen
Das Wappen der Stadt mit dem silbernen gezackten Balken in Rot ist das Wappen der Herren von  Boskowitz.

## Stadtgliederung
Die Stadt Boskovice besteht aus den Ortsteilen Bačov (Batschow), Boskovice (Boskowitz), Hrádkov (Hradkow), Mladkov (Mlatkow) und Vratíkov (Wratikow), die zugleich auch Katastralbezirke bilden.
Grundsiedlungseinheiten sind Bačov, Bělá, Boskovice-střed, Červená zahrada, Červený vrch, Čížovky, Hrádkov, Mladkov, Na Balkáně, Na vyhlídce, Pod oborou-Mánesova, Sídliště Pod oborou, Šmelcovna (Schmelzhütte), U nádraží, U nemocnice, V cihelnách, Vinohrádky, Vratíkov, Za Doubravskou ulicí und Zámecká obora.

## Städtepartnerschaften
- Frasnes-lez-Anvaing, Belgien (2007)[9]
- Levice, Slowakei (2007)[10]
- Prnjavor, Bosnien und Herzegowina (2013)[11]
- Rawa Mazowiecka, Polen (2006)[12]

## Sehenswürdigkeiten

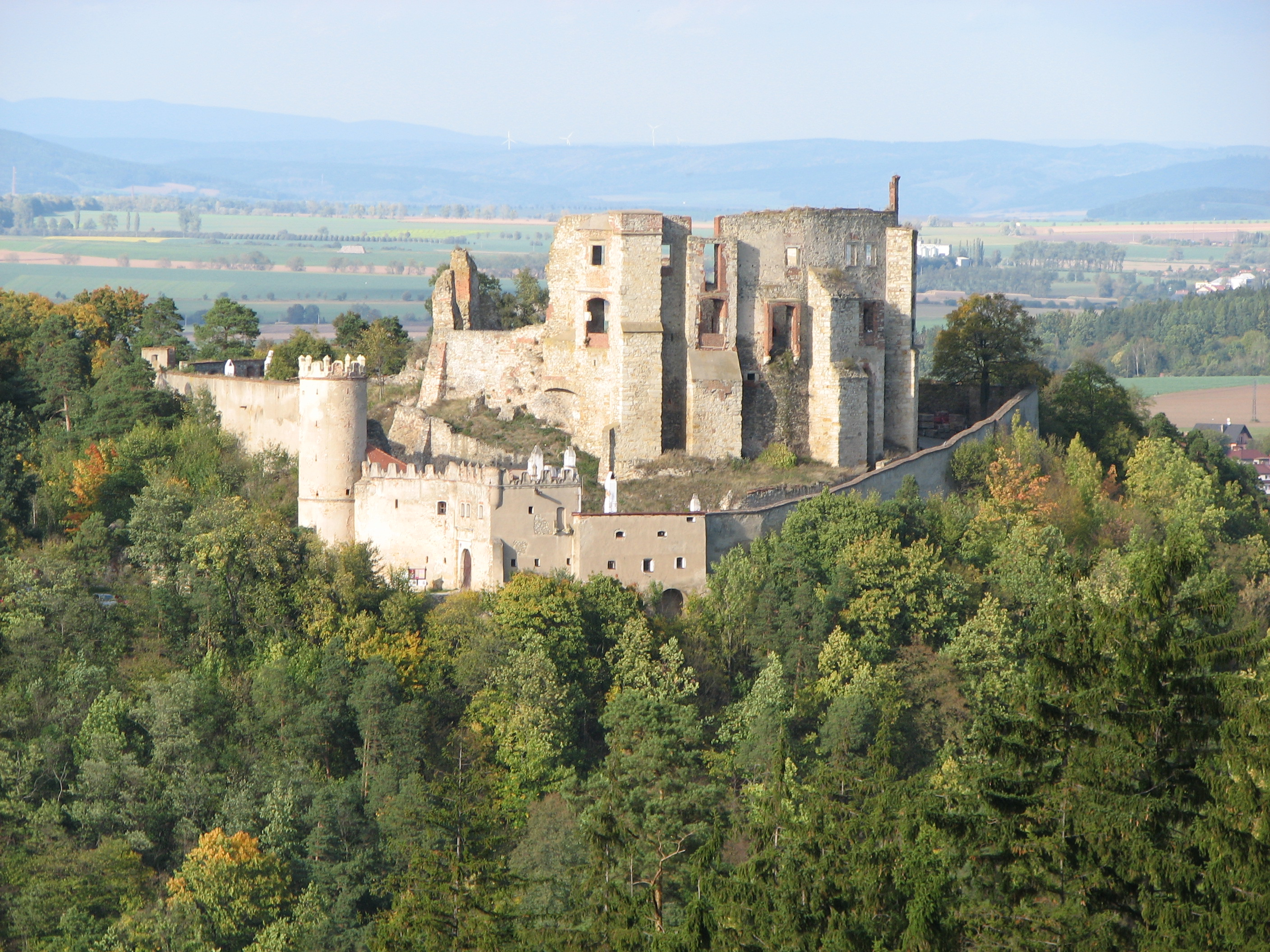
Burg Boskovice

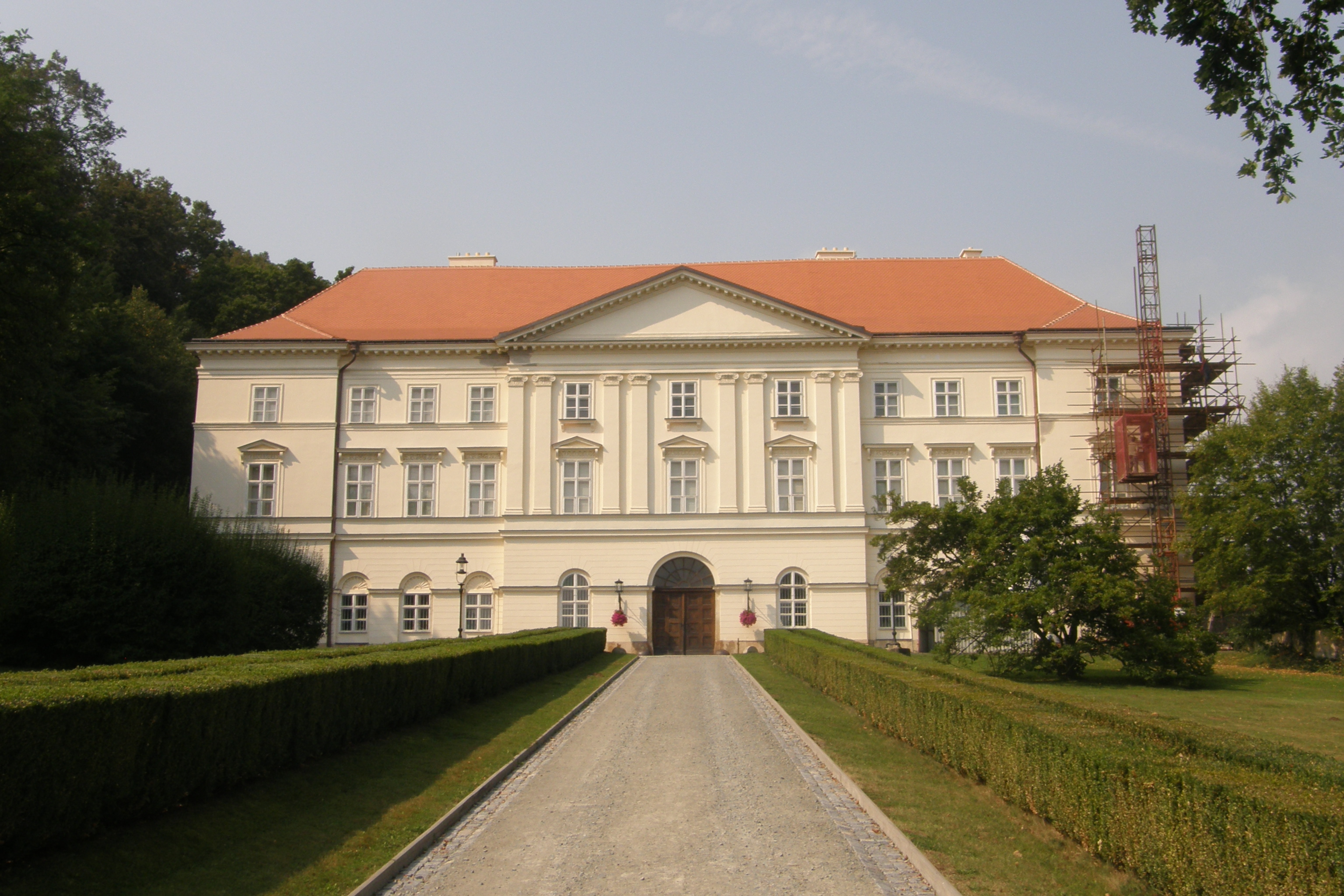
Schloss Boskovice

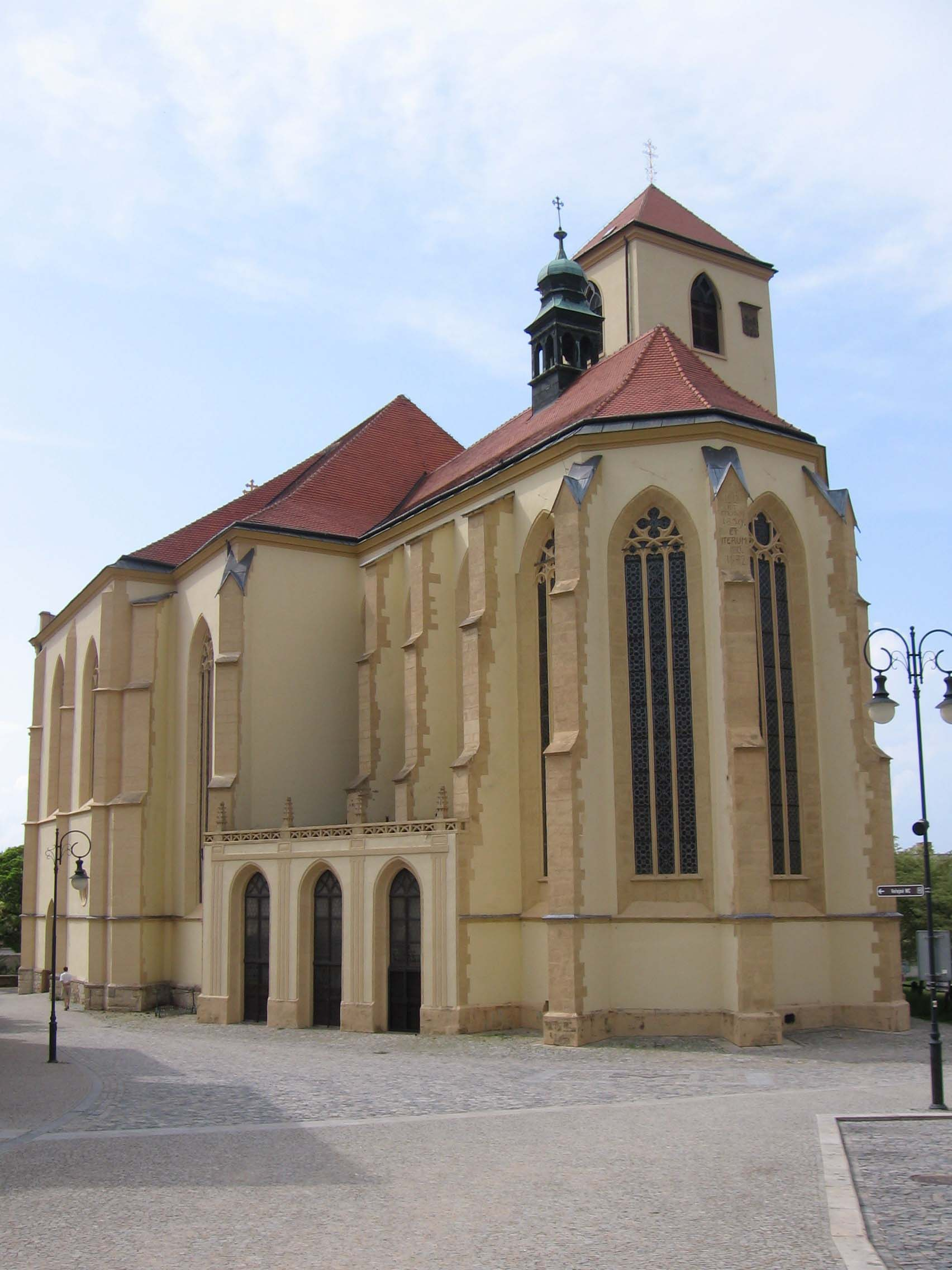
St.-Jakob-Pfarrkirche

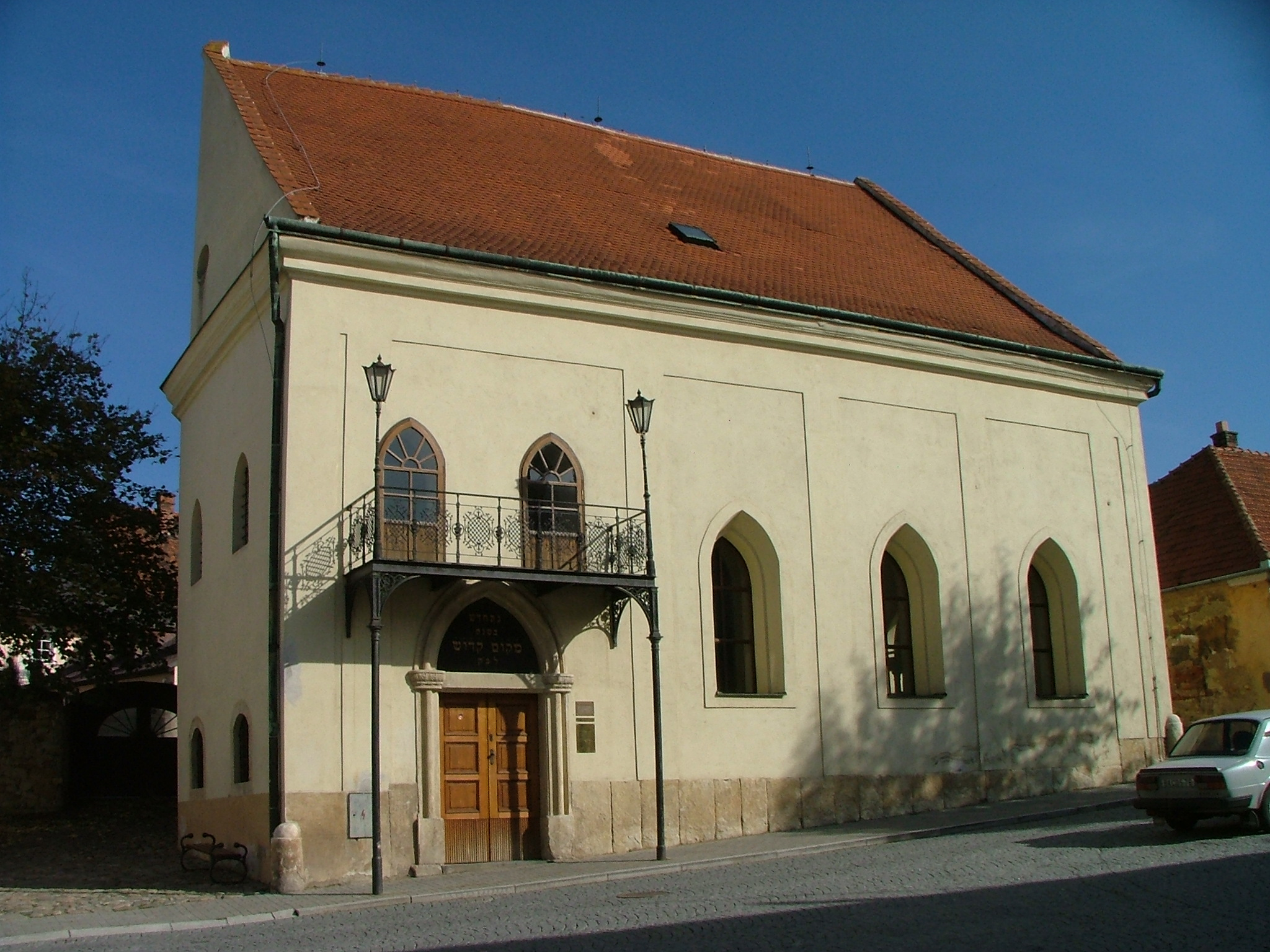
Synagoge

- Burg Boskovice, Ruine einer ursprünglich im Jahre 1313 erwähnten Burg, Sitz des Adelsgeschlechts Boskowitz, restauriert in der zweiten Hälfte des 15. Jahrhunderts, 1556 durch Albrecht von Boskowitz und Černá Hora (1526–1572) Umbau zu einem Schloss im Stil der Renaissance.
- Das Schloss Boskovice entstand an der Stelle des nach 1682 errichteten Dominikanerinnenklosters, das 1784 von Kaiser Joseph II. aufgehoben und später niedergerissen wurde. Das Schloss wurde 1819–1826 durch Franz Joseph von Dietrichstein vermutlich nach Entwurf des Architekten Josef Esch im klassizistischen Stil errichtet. Es ist von einer großzügigen Parkanlage umgeben, in der sich ein Palmenhaus befindet.
- Neugotische Reitschule
- St.-Jakob-Pfarrkirche (Kostel svatého Jakuba) mit einem gotischen Kern aus dem 14. Jahrhundert wurde um 1500 spätgotisch und um 1670 barock umgebaut. Nach einem schweren Brand 1772 wurde sie 1845–1848 nach Entwurf von Andras Schroth im Stil der Neugotik umgebaut. In der Kirche befindet sich eine Reihe von Grabsteinen aus der Gotik und der Renaissance. Die Statuen am Hauptaltar schuf Andreas Schweigel.
- Allerheiligenkirche von 1505
- Rathaus mit einem Spätrenaissanceturm aus der ersten Hälfte des 17. Jahrhunderts
- Ehemaliges jüdisches Ghetto zwischen dem Schloss und der Stadt mit Synagoge und Mikwe
- Der jüdische Friedhof in Boskovice ist der größte jüdische Friedhof in Mähren
- In der Umgebung von Bačov befindet sich eine Fundstelle mit Versteinerungen paläozoischer Lurche (Stegozephalen).
- In der Umgebung, im Karstgebiet von Vratíkov, befindet sich die St.-Bartholomäus-Kirche im Spätbarockstil mit einer Kuppel und dem Grundriss des griechischen Kreuzes, erbaut 1757–1759 auf dem Platz einer ehemaligen romanischen Rotunde. Die Kirche wurde von dem Bildhauer Andreas Schweigel ausgestaltet.

## Söhne und Töchter der Stadt
- Hirsch Baer Fassel (1802–1883), Rabbiner
- Hermann Wassertrilling († 1887), Rabbiner und Hebräist
- Hubert von Czibulka (1842–1914), k.u.k Generalfeldzeugmeister, Vater des Schriftstellers Alfons von Czibulka
- Moritz Steckelmacher (1851–1920), Rabbiner, Religionsphilosoph und Schriftsteller
- Wilhelm Knöpfelmacher (1866–1938), Kinderarzt
- Karel Absolon (1877–1960), Archäologe und Speläologe
- Siegfried Berisch (1877–1933), Theater- und Filmschauspieler
- Desider Friedmann (1880–1944), Zionist, Rechtsanwalt und Präsident der Israelitischen Kultusgemeinde Wien, NS-Opfer
- Otakar Kubín (1883–1969), vorwiegend in Frankreich lebender Maler und Bildhauer
- Konrad Fous (1888–1964), österreichischer Politiker der SPÖ
- Hermann Ungar (1893–1929), Schriftsteller
- Vlasta Vostřebalová-Fischerová (1898–1963), Malerin und feministisch orientierte Intellektuelle
- Josef Augusta (1903–1968), Paläontologe und Autor
- Tomáš Kardinal Špidlík (1919–2010), Theologe und Kardinal der römisch-katholischen Kirche
- Josef Koudelka (* 1938), Fotograf
- Ivan Binar (* 1942), Schriftsteller und Übersetzer
- Ladislav Maier (* 1966), Fußballspieler
- Kateřina Holánová (* 1977), Schauspielerin